# Íjászat az 1908. évi nyári olimpiai játékokon
Az 1908. évi nyári olimpiai játékokon íjászatban három versenyszámban osztottak érmeket, két férfi és egy nőiben.

## Éremtáblázat
(A rendező ország csapata eltérő háttérszínnel, az egyes számoszlopok legmagasabb értéke, vagy értékei vastagítással kiemelve.)
| Az 1908. évi nyári olimpiai játékok éremtáblázata íjászatban | Az 1908. évi nyári olimpiai játékok éremtáblázata íjászatban | Az 1908. évi nyári olimpiai játékok éremtáblázata íjászatban | Az 1908. évi nyári olimpiai játékok éremtáblázata íjászatban | Az 1908. évi nyári olimpiai játékok éremtáblázata íjászatban | Olimpia  |
| ------------------------------------------------------------ | ------------------------------------------------------------ | ------------------------------------------------------------ | ------------------------------------------------------------ | ------------------------------------------------------------ | -------- |
|                                                              | Ország                                                       | Arany                                                        | Ezüst                                                        | Bronz                                                        | Összesen |
| 1.                                                           | Nagy-Britannia (GBR)                                         | 2                                                            | 2                                                            | 1                                                            | 5        |
| 2.                                                           | Franciaország (FRA)                                          | 1                                                            | 1                                                            | 1                                                            | 3        |
|                                                              |                                                              |                                                              |                                                              |                                                              |          |
| 3.                                                           | Egyesült Államok (USA)                                       | 0                                                            | 0                                                            | 1                                                            | 1        |
|                                                              |                                                              |                                                              |                                                              |                                                              |          |
| Összesen                                                     | Összesen                                                     | 3                                                            | 3                                                            | 3                                                            | 9        |

## Érmesek
| Az 1908. évi nyári olimpiai játékok érmesei íjászatban |                                              |                                             |                                                 |
| Versenyszám                                            | Arany                                        | Ezüst                                       | Bronz                                           |
| 50 méter                                               | Eugene G. Grisot · Franciaország (FRA) · 263 | Louis Vernet · Franciaország (FRA) · 256    | Gustave Cabaret · Franciaország (FRA) · 255     |
| Összetett (60, 80, 100 yard)                           | William Dod · Nagy-Britannia (GBR)           | Reginald Brooks-King · Nagy-Britannia (GBR) | Henry Richardson · Egyesült Államok (USA)       |
| Női (50, 60 yard)                                      | Queenie Newall · Nagy-Britannia (GBR) · 688  | Lottie Dod · Nagy-Britannia (GBR) · 642     | Beatrice Hill-Lowe · Nagy-Britannia (GBR) · 618 |